# No. 64 Squadron RAF
No. 64 Squadron RAF brytyjska jednostka lotnicza utworzona w 1 sierpnia 1916 w Sedgeford jako No 64 Squadron RFC, został ostatecznie rozwiązany w 1991 roku.

## I wojna światowa
Eskadra była jednostką treningową latającą na samolotach Royal Aircraft Factory F.E.2 oraz Farman MF.11. W czerwcu 1917 roku została wyposażona w samoloty myśliwskie z prawdziwego zdarzenia Sopwith Pup oraz wielozadaniowe Avro 504. W październiku tego roku jednostka została skierowana na front zachodni do Francji i uzbrojona w samoloty Airco DH.5, a następnie w  marcu 1918 w Royal Aircraft Factory S.E.5. Po powrocie do Wielkiej Brytanii została skierowana do bazy lotniczej RAF Narborough i rozwiązana 31 grudnia 1919 roku.
No. 64 Squadron RAF w całym okresie I wojny światowej odniosła  ponad 130 zwycięstw. 
Łącznie w jednostce służyło 11 asów myśliwskich m.in.: 
James Anderson Slater (22), Edmund Tempest (17), Philip Scott Burge (11), Thomas Rose (11), Charles Cudemore (10), William H. Farrow (9), Dudley Lloyd Evans (8), Edward Dawson Atkinson, Charles Arthur Bissonette (6), Bernard Albert Walkerdine (6), Edward Dawson Atkinson (5), Ronald McClintock (5).
Piloci eskadry latali na samolotach: Airco DH.5, Royal Aircraft Factory S.E.5

## Okres międzywojenny
W związku z wybuchem kryzysu abisyńskiego w 1935 roku eskadra został ponownie powołana i zreorganizowana do istnienia 1 marca 1936 roku w Heliopolis, przedmieściach Kairu. Jednostka wyposażona została w samoloty Hawker Demon i utworzona z eskadr D No. 6 Squadron RAF oraz No. 208 Squadron RAF. Jednostka wzięła udział w wojnie abisyńskiej. Była wykorzystywana między innymi do ataków na lotniska włoskie. Po zakończeniu konfliktu w maju 1936 roku jednostka wróciła do Wielkiej Brytanii i została włączona do obrony terytorialnej.
W grudniu 1938 roku jednostka została przezbrojona w samoloty Bristol Blenheim i ulokowano w Church Fenton w North Yorkshire.

## Oznaczenia jednostki
- XQ - luty 1939 - wrzesień 1939
- SH - wrzesień 1939 - kwiecień 1951

## Wyposażenie jednostki[5]
- Farman MF.11, Royal Aircraft Factory F.E.2 - sierpień 1916 - czerwiec 1917
- Avro 504, Sopwith Pup - czerwiec 1917 - październik 1917
- Airco DH.5 - październik 1917 - styczeń 1918
- Royal Aircraft Factory S.E.5 - styczeń 1918 - luty 1919

- Bristol Blenheim - grudzień 1938 - kwiecień 1940
- Supermarine Spitfire - kwiecień 1940 - listopad 1944
- North American P-51 Mustang - listopad 1944 - maj 1946
- De Havilland Hornet - luty 1946 - marzec 1951
- Gloster Meteor - grudzień 1950 - wrzesień 1958
- Gloster Javelin - sierpień 1958 - czerwiec 1967